# 터빈 건물

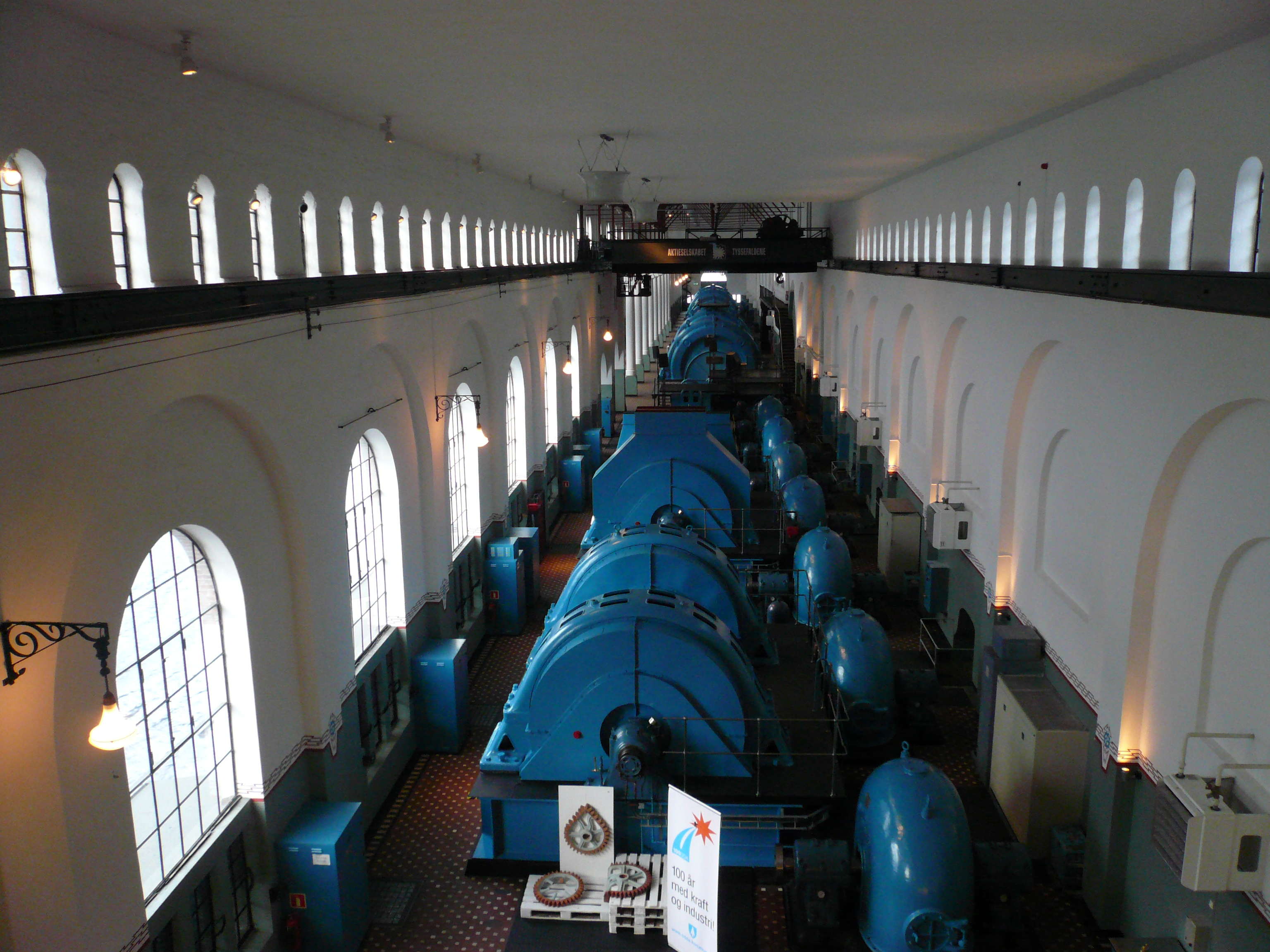

터빈 건물(turbine building)은 발전소에서 증기를 이용하여 전기를 생산하는 건물이다.
가압경수형 원자력발전소의 터빈 건물은 다른 원자로형의 발전소나 화력발전소의 터빈 건물과 비슷하며, 원자력발전소에서 가장 큰 건물로 철골구조물로 되어 있다. 내부에는 터빈 및 발전기, 복수기와 복수계통, 주증기계통 배관 및 주급수계통 설비들이 배치되어 있다.
증기발생기에서 주증기 배관을 통하여 전달된 고온고압의 증기는 고압터빈으로 공급되고, 고압터빈을 거친 증기는 습분분리재열기(moisture separator and reheater)를 지나 3대의 저압터빈으로 공급된다. 여기에는 주증기 배관으로부터 터빈을 우회하여 직접 대기나 복수기로 증기를 방출할 수 있는 배관과 관련 계통 설비도 있다.
저압터빈의 하부에는 터빈을 빠져나온 증기를 다시 물로 응축하는 복수기가 설치되어 있다. 복수기에 사용되는 냉각수는 순환수계통에 의하여 공급되며, 해안에 건설된 우리나라의 모든 원자력발전소는 해수를 복수기 냉각수로 사용하고 있다.
터빈 건물에는 복수기에서 응축된 2차계통 냉각수를 증기발생기로 다시 공급하는 복수계통과 급수계통의 각종 기기가 배치되어 있으며, 급수된 냉각수를 가열하는 급수히터와 압력을 높여주는 펌프들도 설치되어 있다.
발전기는 저압터빈 끝부분에 터빈과 같은 축으로 일직선상에 연결되어 있다. 터빈은 원자력발전소에서 회전하는 기기 중 가장 큰 기기다. 그러므로 터빈의 파손 시 회전하던 날개 파편이 원자로 및 보조건물 방향으로 날아가지 않도록 배치한다. 또한 터빈 건물의 천정에는 터빈과 발전기 등 기기의 설치와 교체, 유지보수에 필요한 대형 크레인이 설치되어 있다.

## 원자력 발전소의 터빈발전기
터빈은 증기발생기에서 공급된 고온고압의 증기를 팽창시켜 열에너지를 기계적 회전에너지로 변환하는 설비이다. 일반적으로 1대의 고압터빈과 3대의 저압터빈으로 구성된다. 주증기 공동배관으로부터 고압터빈으로 4개의 증기배관이 연결되어 있고, 각각의 배관에는 터빈조절밸브와 터빈정지밸브가 위치한다. 터빈조절밸브는 출력변동에 필요한 증기유량을 조절하며, 터빈정지밸브는 비상 시 신속히 증기를 차단하여 터빈을 정지시킨다.
터빈조절밸브를 통과한 증기는 고압터빈으로 공급되는데, 고압터빈을 경유한 후 터빈날개(blade)에 에너지를 전달하고 온도와 압력이 낮아지며, 습분이 증가한 상태로 방출된다. 이렇게 방출된 증기는 습분분리재열기(moisture separator and reheater)로 보내져, 습분이 제거되고 재가열되어 3대의 저압터빈으로 공급된다. 따라서 저압터빈에 공급된 증기는 고압터빈에 공급되는 고온고압의 증기에 비해 온도와 압력이 상대적으로 낮은 상태이다. 또 부피가 현저히 증가해 고압터빈보다 큰 저압터빈이 3대나 필요하다. 과열증기(superheated steam)를 사용하는 화력발전소의 터빈발전기 회전수는 분당 3600회(3600rpm)이지만, 원자력발전소의 터빈발전기는 포화증기(saturated steam)를 사용하여 분당 1800회로 회전하도록 설계되어 있다.
저압터빈을 거친 저온저압상태의 증기는 대기압 이하의 진공상태를 유지하는 복수기로 방출된다. 복수기에서는 증기잠열(latent heat of evaporation)에 해당하는 에너지를 복수기전열관 속을 통과하는 복수기냉각수로 전달하고, 증기에서 물로 응축시켜 복수계통 및 급수계통으로 이송한다.
발전기는 터빈과 같은 축에 연결되어 회전하는 ‘회전자’와, 회전자를 둘러싼 ‘고정자’, 회전자에 여자전기를 공급하는 ‘여자기’ 등으로 구성된다. 터빈의 기계적 회전에너지는 발전기에서 전기적에너지로 변환된다. 이렇게 생산된 전기에너지는 발전소 운전에 필요한 소내 전력을 제외한 나머지를 소내변압기를 통해 승압시킨 후 외부전력망에 공급하게 된다.

## 급수계통
터빈 구동 후 배출된 증기를 물로 응축하여 다시 증기발생기로 공급하는 계통을 급수계통(feedwater system)이라고 한다.
급수계통은 터빈에서 나온 증기를 물로 응축하고 이송하는 '복수계통'과 응축수를 가열하고 승압시켜 증기발생기로 공급하는 '주급수계통'으로 이루어져 있다. 복수계통은 복수기, 복수펌프, 탈염기 및 저압급수가열기 등으로 구성되어 응축수를 탈기기탱크로 보내는 역할을 한다. 주급수계통은 승압펌프, 주급수펌프, 고압급수가열기, 급수제어밸브 및 급수차단밸브 등으로 구성된다. 탈기기탱크로부터 급수를 공급 받아 승압펌프와 주급수펌프를 통해 압력을 상승시킨 후 고압급수가열기를 거쳐 증기발생기로 공급한다.
증기 발생기에 공급되는 급수유량은 증기발생기 내의 2차측 수위가 일정하게 유지될 수 있도록 급수제어밸브가 자동 조절한다. 주급수배관의 끝에는 주급수차단밸브가 설치되어, 주급수관 파단과 같은 사고발생 시 증기발생기로부터 2차 냉각수의 과도한 유출을 방지한다.
주급수계통에는 통상 3대의 전동기구동 급수승압펌프가 있고, 2대의 증기터빈구동 급수펌프와 1대의 전동기구동 주급수펌프가 있다. 전출력 정상운전 시 사용되는 펌프 대수는 각 펌프의 용량에 따라, 2대만 사용하기도 하고, 3대를 동시에 사용하는 경우 모두 설계되어 있다. 주급수펌프는 유량조절이 가능한 가변속도펌프로, 주급수제어계통에 의해 펌프회전속도가 제어된다. 또한 원자로 기동 시 아주 적은 유량의 급수를 공급할 목적으로 별도로 설치된 기동용 급수펌프도 연결되어 있다.
주급수의 90%는 증기발생기절탄기(Economizer) 영역으로 주입되고, 10%는 강수부 영역으로 주입되며, 각각의 배관에는 별도의 주급수조절밸브가 유량을 조절한다. 급수유량 조절은 각각의 증기발생기별로 이루어지며, 주급수펌프의 회전속도와 급수제어밸브의 개도를 조절하여 증기발생기 수위를 일정하게 유지한다.
원자로 정지 후 주급수계통의 기능상실 시 노심의 붕괴열과 잔열을 제거하는 데 필요한 2차측 급수를 공급하기 위한 안전등급의 보조급수계통도 따로 설치되어 있다. 보조급수계통은 별도 설치된 복수저장탱크로부터 급수를 공급받아 보조급수펌프 및 관련 밸브를 통하여 증기발생기의 강수부 급수노즐로 보조급수를 공급한다.

## 같이 보기
- 보일러
- 터빈